# Maronka Csilla
Maronka Csilla (Kishegyes, 1961. június 2. –) magyar színésznő, jelmeztervező.

## Életpálya
1984-ben végzett a Színház- és Filmművészeti Főiskolán. Ezután egy évadot a zalaegerszegi Hevesi Sándor Színházban töltött. 1985-től a Pécsi Nemzeti Színház tagja volt. 1987-től a kecskeméti Katona József Színházban játszott. 1996-tól szabadfoglalkozású színművésznő. Vendégművészként szerepelt többek között a Aranytíz Színházban, a Pesti Magyar Színházban, a Körúti Színház előadásain, az Esztergomi Várszínházban, a Kalocsai Színházban és a Budapesti Operettszínházban. Jelmeztervezéssel is foglalkozik. Alapító tagja a 2017-ben megalakult esztergomi Babits Mihály Kamaratársulatnak. Az esztergomi Művelődés Háza igazgatója. Művészi munkája mellett a Musical Akadémia JP művészeti vezetője és dráma oktatója.

## Fontosabb színházi szerepei
- L. Frank Baum: Óz, a nagy varázsló... Dorka
- Friedrich Schiller: Ármány és szerelem... Lujza
- Bertolt Brecht: Baal... Johanna
- Kálmán Imre: A bajadér... Marietta
- Kálmán Imre: Csárdáskirálynő... Stázi; Cecília
- Anton Pavlovics Csehov: Ványa bácsi... Szonya
- Lope de Vega: A kertész kutyája... Marcela
- William Shakespeare: Lear király... Cordélia
- William Shakespeare: Othello... Desdemona
- William Shakespeare: Rómeó és Júlia... Montaguené
- Roger Vitrac: Viktor, avagy a gyerekuralom... Ida Mortemart
- Katona József: Bánk bán... Melinda
- Madách Imre: Az ember tragédiája... Éva
- Eisemann Mihály: Én, és a kisöcsém... Kelemen Kató
- Molnár Ferenc: Doktor úr... Lenke; Marosiné
- Molnár Ferenc: Az üvegcipő... Roticsné; Adél anyja
- Tamási Áron: Csalóka szivárvány... Zsuzsanna
- Claude Magnier – Nádas Gábor – Szenes Iván: Mona Marie mosolya... Pepita
- Tennessee Williams: A vágy villamosa... Stella
- Giulio Scarnacci – Renzo Tarabusi: Kaviár és lencse... Valeria
- Molière: Tartuffe... Dorine
- Alan Jay Lerner – Frederick Loewe: My fair Lady... Mrs. Higgins
- Huszka Jenő: Lili bárónő... Clarisse, művésznő; Illésházy Krisztina grófnő
- Tersánszky Józsi Jenő: Kakuk Marci... Pattanó Rozi
- Müller Péter: Szomorú vasárnap... Helénke
- Pozsgai Zsolt: Fekete méz... Orsolya
- Pozsgai Zsolt: Szerelem bolondulásig... szereplő
- Pozsgai Zsolt: Szécsi Pál... szereplő
- Pozsgai Zsolt: Ha megjön Kabos... Bella (kis kokott)
- Lévay Szilveszter: Elisabeth... Windisch kisasszony
- Nóti Károly – Zágon István – Eisemann Mihály: Hippolyt a lakáj... Schneiderné
- Vörös István: Presszó-Szonáta... C
- Balassi Bálint: Szép magyar komédia... Briszeida
- Alan Ayckburn: Mese habbal... Sheila

## Jelmeztervei
- Békés Pál – Várkonyi Mátyás: A Félőlény
- Dale Wassermann: Kakukkfészek
- Richard Harris: Csupa balláb
- Péreli Gabriella – Aldobolyi Nagy György – G. Dénes György: Roncsderby

## Filmek, tv
- Kismaszat és a Gézengúzok (1984)...Kismaszat mamája
- Fekete méz (2000)
- Szabadonczok (2017)...Annamária nővér